# بيرسي ديفيس
بيرسي ديفيس (24 مايو 1915 في المملكة المتحدة - 4 يوليو 2001 بليستر في المملكة المتحدة)  (بالإنجليزية: Percy Davis)‏ هو لاعب كريكت بريطاني (وحمل سابقاً جنسية المملكة المتحدة لبريطانيا العظمى وأيرلندا). لعب مع نادي مقاطعة نورثامبتونشير للكريكت ‏.

## وصلات خارجية
- بيرسي ديفيس على موقع إي آس بي آن كريك إنفو (الإنجليزية)